# Az év magyar evezőse
Az év magyar evezőse címet 1964 óta ítéli oda a Magyar Evezős Szövetség. A díjat legtöbb alkalommal Varga Tamás (7) valamint Ambrus Mariann (7) nyerte el.

## Díjazottak
| Év   | Férfiak | Nők |
| ---- | --- | --- |
| 1964 | Bohn Ferenc | Domonkos Anna |
| 1965 | nem volt díjazott | Domonkos Anna |
| 1966 | nem volt díjazott | nem volt díjazott |
| 1967 | nem volt díjazott | nem volt díjazott |
| 1968 | Melis Zoltán | nem volt díjazott |
| 1969 | Csermely József | Kéri Judit |
| 1970 | Riegler György | Soós Júlia |
| 1971 | Melis Zoltán, Pályi András, Csermely József, Zsitnik Béla, Romvári László, Kormos András, Dávid Imre, Melis Antal, Öhlschléger Róbert | Tordayné Szappanos Zsuzsa |
| 1972 | Romvári László | Kaszás Éva, Bán Ágnes, Gavenda Margit, Juhász Györgyné, Ribáry Zoltánné, Horváth Ágota, Schwender Zsuzsa, Bugyi Ágnes, Lévai Erzsébet                   |
| 1973 | Melis Antal, Melis Zoltán, Csermely József, Zsitnik Béla, Hegedűs Péter, Zsenyei Gyula, Kormos András, Balogh László, Lengyel Zoltán  | Melisné Molnár Éva, Sándorné Bán Ágnes, Bánfalvi Ágnes, Schwender Zsuzsa, Ribáry Zoltánné, Horváth Ágota, Gavenda Margit, Serly Beatrix, Lévai Erzsébet |
| 1974 | Balogh László, Kormos András, Koncz Árpád                                                                                             | Fekete Mária, Salamon Ágnes, Halász Mariann, Gyimesi Valéria, Nagy Erzsébet                                                                             |
| 1975 | nem volt díjazott | Ambrus Mariann |
| 1976 | nem volt díjazott | Ambrus Mariann |
| 1977 | Ódor Lajos | Ambrus Mariann |
| 1978 | Ódor Lajos | Ambrus Mariann |
| 1979 | nem volt díjazott | Ambrus Mariann |
| 1980 | Ódor Lajos | Bata Ilona, Langhoffer Klára |
| 1981 | Ódor Lajos, Südi István, Hangay Gábor, Sobják Ferenc                                                                                  | Bertényi Erika, Ambrus Mariann, Gyimesi Valéria, Kosztolányi Kamilla, Répási Erika                                                                      |
| 1982 | Hénap Kálmán | Gyimesi Valéria |
| 1983 | nem volt díjazott | Ambrus Mariann, Cserey Ildikó |
| 1984 | | Ambrus Mariann |
| 1985 | Vörös János | Cserey Ildikó |
| 1986 | Vörös János | Bertényi Erika |
| 1987 | Hompóth Ferenc | Sarlós Katalin |
| 1988 | Molnár Zoltán, Dózsa Ferenc, Hompóth Ferenc, Mitring Gábor                                                                            | Bertényi Erika, Kapócs Anikó, Cserey Ildikó, Sarlós Katalin                                                                                             |
| 1989 | Magyar Imre, Schneider Henrik | Sarlós Katalin |
| 1990 | Magyar Imre, Schneider Henrik | Sarlós Katalin |
| 1991 | Hompóth Ferenc | Punk Edit |
| 1992 | Mitring Gábor | Sarlós Katalin |
| 1993 | Mitring Gábor, Dani Zsolt | Kapócs Anikó, Ferenczy Dóra |
| 1994 | Mitring Gábor, Dani Zsolt | Ferenczy Dóra |
| 1995 | Mitring Gábor | Ferenczy Dóra |
| 1996 | Szögi László | Ferenczy Dóra |
| 1997 | Kokas Gergely | Kulifai Krisztina |
| 1998 | Szögi László, Haller Ákos | Kulifai Krisztina, Székely Viktória |
| 1999 | csapat: Pető Tibor, Haller Ákos, egyéni: Kokas Gergely                                                                                | csapat: Remsei Mónika, Alliquander Anna, egyéni: Remsei Mónika                                                                                          |
| 2000 | csapat: Pető Tibor, Haller Ákos, egyéni: Pető Tibor                                                                                   | csapat: Remsei Mónika, Alliquander Anna, egyéni: Remsei Mónika                                                                                          |
| 2001 | Pető Tibor, Haller Ákos | Barz Gitta, Kulifai Krisztina |
| 2002 | Pető Tibor, Haller Ákos | Barz Gitta, Kulifai Krisztina |
| 2003 | Varga Tamás, Hirling Zsolt | Remsei Mónika, Stift Edit |
| 2004 | Varga Tamás | Verőci Lídia |
| 2005 | Varga Tamás | Novák Zsófia |
| 2006 | Varga Tamás | Verőci Lídia |
| 2007 | Varga Tamás, Hirling Zsolt | Szabó Katalin |
| 2008 | Varga Tamás | Hajdú Zsuzsanna |
| 2009 | Varga Tamás | Hajdú Zsuzsanna, Alliquander Anna |
| 2010 | Galambos Péter | Szabó Katalin |
| 2011 | Juhász Adrián | Hajdú Zsuzsanna |
| 2012 | Galambos Péter | Gyimes Krisztina |
| 2013 | Galambos Péter | Gyimes Krisztina |
| 2014 | Pétervári-Molnár Bendegúz (1) | Bene Dorottya |
| 2015 | Juhász Adrián, Simon Béla | Gyimes Krisztina |
| 2016 | Juhász Adrián, Simon Béla | Bertus Kitti, Horváth Kitti |
| 2017 | Juhász Adrián, Simon Béla | Preil Vivien, Horváth Kitti |
| 2018 | Galambos Péter | Gadányi Zoltána (1) |
| 2019 | Galambos Péter | Gadányi Zoltána (2) |
| 2020 | Szabó Márton | Polivka Dóra |
| 2021 | Pétervári-Molnár Bendegúz (2) | Fehérvári Eszter |
| 2022 | Pétervári-Molnár Bendegúz (3) | Bertus Kitti (2) |
| 2023 | Galambos Péter | Pádár Luca |
| 2024 | Pétervári-Molnár Bendegúz (4) | Gadányi Zoltána (3) |